# Gyulai
A Gyulai vagy Gyulay régi magyar családnév, amely a származási helyre utalhat: Gyula (Békés vármegye), Kisgyula, ma Belvárdgyula része (Baranya vármegye), Szőlősgyula (Ukrajna, korábban Ugocsa vármegye), Gyulaj (Tolna vármegye), Nyírgyulaj (Szabolcs-Szatmár-Bereg vármegye.

## Híres Gyulai nevű családok
- abafáji Gyulay család
- marosnémethi és nádaskai Gyulay család

## Híres Gyulai nevű személyek
Gyulai
- Gyulai István (1943–2006) atléta, sportriporter, a Nemzetközi Atlétikai Szövetség főtitkára (1991–2006)
- Gyulai Iván (1952) ökológus
- Gyulai József (1933–2021) Széchenyi-díjas fizikus, egyetemi tanár
- Gyulai Líviusz (1937–2021) Kossuth-díjas grafikusművész
- Gyulai Pál (1826–1909) irodalomtörténész, költő, író, egyetemi tanár

Gyulay
- Gyulay Albert (1766–1836) császári-királyi altábornagy
- Gyulay Endre (1930–2024) Szeged-csanádi megyés püspök
- Gyulay Ferenc (1674–1728) császári-királyi altábornagy
- Gyulay Ferenc (1798–1868) császári-királyi tábornagy, a szárd háborúban az osztrák birodalmi haderő parancsnoka
- Gyulai Ferenc (1819–1866) színész
- Gyulay Ignác (1763–1831) császári-királyi tábornagy
- Gyulay Sámuel (1723–1802) császári-királyi altábornagy